# والری شیریاف
والری شیریاف (اوکراینی: Вале́рій Ві́кторович Ширя́єв؛ زادهٔ ۲۶ اوت ۱۹۶۳) بازیکن هاکی روی یخ اهل سوئیس است.وی همچنین از بازیکنان هاکی روی یخ در المپیک زمستانی ۲۰۰۲ بوده است.